# Ralph Edwards
Ralph Livingstone Edwards (* 23. Juni 1913 in der Nähe von Merino, Colorado; † 16. November 2005 in Los Angeles) war ein US-amerikanischer Radio- und Fernsehmoderator.

## Leben
In den 1930er Jahren moderierte Edwards die Quizsendung Truth or Consequences. Diese Radiosendung war so erfolgreich, dass sich 1950 sogar eine Stadt in „Truth or Consequences“ umbenannte. Bekannte Fernsehshows Edwards waren This Is Your Life und die Gerichtssendung The people's court. 1937 hatte er einen Gastauftritt im Musikfilm Manhattan Merry-Go-Round.
Bis 1999 war Edwards im Fernsehen mit verschiedenen Shows vertreten und weist somit eine der längsten Karrieren im Fernsehen auf. 1995 wurde er in die Radio Hall of Fame aufgenommen. Darüber hinaus war Edwards der Gewinner mehrerer Emmys.
Ralph Edwards starb am 16. November 2005 in seinem Haus in West Hollywood an Herzinsuffizienz.